# El Derbi madrileño
El Derbi madrileño (română Derby-ul madrilean) este denumirea meciurilor de fotbal dintre Real Madrid și Atlético Madrid, principalele două echipe din Madrid, Spania.

## Meciuri
Sunt prezentate doar meciurile din campionat
| Sezon     | Echipa gazdă                                                    | Echipa oaspete                                                  | Echipa gazdă                                                    | Echipa oaspete                                                  |
| --------- | --------------------------------------------------------------- | --------------------------------------------------------------- | --------------------------------------------------------------- | --------------------------------------------------------------- |
| 1928–1929 | Real Madrid 2                                                   | Atlético Madrid 1                                               | Atlético Madrid 0                                               | Real Madrid 3                                                   |
| 1929–1930 | Real Madrid 9                                                   | Atlético Madrid 1                                               | Atlético Madrid 2                                               | Real Madrid 1                                                   |
| 1930–1931 | Nu s-au jucat meciuri deoarece Atlético era în Segunda División | Nu s-au jucat meciuri deoarece Atlético era în Segunda División | Nu s-au jucat meciuri deoarece Atlético era în Segunda División | Nu s-au jucat meciuri deoarece Atlético era în Segunda División |
| 1931–1932 | Nu s-au jucat meciuri deoarece Atlético era în Segunda División | Nu s-au jucat meciuri deoarece Atlético era în Segunda División | Nu s-au jucat meciuri deoarece Atlético era în Segunda División | Nu s-au jucat meciuri deoarece Atlético era în Segunda División |
| 1932–1933 | Nu s-au jucat meciuri deoarece Atlético era în Segunda División | Nu s-au jucat meciuri deoarece Atlético era în Segunda División | Nu s-au jucat meciuri deoarece Atlético era în Segunda División | Nu s-au jucat meciuri deoarece Atlético era în Segunda División |
| 1933–1934 | Nu s-au jucat meciuri deoarece Atlético era în Segunda División | Nu s-au jucat meciuri deoarece Atlético era în Segunda División | Nu s-au jucat meciuri deoarece Atlético era în Segunda División | Nu s-au jucat meciuri deoarece Atlético era în Segunda División |
| 1934–1935 | Real Madrid 2                                                   | Atlético Madrid 0                                               | Atlético Madrid 2                                               | Real Madrid 2                                                   |
| 1935–1936 | Real Madrid 3                                                   | Atlético Madrid 1                                               | Atlético Madrid 2                                               | Real Madrid 3                                                   |
| 1936–1937 | Nu s-au jucat meciuri din cauza Războiului Civil Spaniol        | Nu s-au jucat meciuri din cauza Războiului Civil Spaniol        | Nu s-au jucat meciuri din cauza Războiului Civil Spaniol        | Nu s-au jucat meciuri din cauza Războiului Civil Spaniol        |
| 1937–1938 | Nu s-au jucat meciuri din cauza Războiului Civil Spaniol        | Nu s-au jucat meciuri din cauza Războiului Civil Spaniol        | Nu s-au jucat meciuri din cauza Războiului Civil Spaniol        | Nu s-au jucat meciuri din cauza Războiului Civil Spaniol        |
| 1938–1939 | Nu s-au jucat meciuri din cauza Războiului Civil Spaniol        | Nu s-au jucat meciuri din cauza Războiului Civil Spaniol        | Nu s-au jucat meciuri din cauza Războiului Civil Spaniol        | Nu s-au jucat meciuri din cauza Războiului Civil Spaniol        |
| 1939–1940 | Real Madrid 2                                                   | Atlético Madrid 0                                               | Atlético Madrid 2                                               | Real Madrid 1                                                   |
| 1940–1941 | Real Madrid 1                                                   | Atlético Madrid 3                                               | Atlético Madrid 4                                               | Real Madrid 1                                                   |
| 1941–1942 | Real Madrid 4                                                   | Atlético Madrid 1                                               | Atlético Madrid 2                                               | Real Madrid 0                                                   |
| 1942–1943 | Real Madrid 1                                                   | Atlético Madrid 3                                               | Atlético Madrid 2                                               | Real Madrid 1                                                   |
| 1943–1944 | Real Madrid 3                                                   | Atlético Madrid 2                                               | Atlético Madrid 3                                               | Real Madrid 1                                                   |
| 1944–1945 | Real Madrid 3                                                   | Atlético Madrid 1                                               | Atlético Madrid 0                                               | Real Madrid 1                                                   |
| 1945–1946 | Real Madrid 2                                                   | Atlético Madrid 1                                               | Atlético Madrid 3                                               | Real Madrid 1                                                   |
| 1946–1947 | Real Madrid 1                                                   | Atlético Madrid 2                                               | Atlético Madrid 2                                               | Real Madrid 3                                                   |
| 1947–1948 | Real Madrid 1                                                   | Atlético Madrid 1                                               | Atlético Madrid 5                                               | Real Madrid 0                                                   |
| 1948–1949 | Real Madrid 1                                                   | Atlético Madrid 2                                               | Atlético Madrid 0                                               | Real Madrid 2                                                   |
| 1949–1950 | Real Madrid 4                                                   | Atlético Madrid 2                                               | Atlético Madrid 5                                               | Real Madrid 1                                                   |
| 1950–1951 | Real Madrid 3                                                   | Atlético Madrid 6                                               | Atlético Madrid 4                                               | Real Madrid 0                                                   |
| 1951–1952 | Real Madrid 2                                                   | Atlético Madrid 1                                               | Atlético Madrid 3                                               | Real Madrid 2                                                   |
| 1952–1953 | Real Madrid 2                                                   | Atlético Madrid 0                                               | Atlético Madrid 1                                               | Real Madrid 2                                                   |
| 1953–1954 | Real Madrid 2                                                   | Atlético Madrid 1                                               | Atlético Madrid 3                                               | Real Madrid 4                                                   |
| 1954–1955 | Real Madrid 1                                                   | Atlético Madrid 0                                               | Atlético Madrid 2                                               | Real Madrid 4                                                   |
| 1955–1956 | Real Madrid 3                                                   | Atlético Madrid 2                                               | Atlético Madrid 1                                               | Real Madrid 0                                                   |
| 1956–1957 | Real Madrid 0                                                   | Atlético Madrid 2                                               | Atlético Madrid 2                                               | Real Madrid 4                                                   |
| 1957–1958 | Real Madrid 0                                                   | Atlético Madrid 0                                               | Atlético Madrid 1                                               | Real Madrid 1                                                   |
| 1958–1959 | Real Madrid 5                                                   | Atlético Madrid 0                                               | Atlético Madrid 2                                               | Real Madrid 1                                                   |
| 1959–1960 | Real Madrid 3                                                   | Atlético Madrid 2                                               | Atlético Madrid 3                                               | Real Madrid 3                                                   |
| 1960–1961 | Real Madrid 3                                                   | Atlético Madrid 1                                               | Atlético Madrid 1                                               | Real Madrid 0                                                   |
| 1961–1962 | Real Madrid 2                                                   | Atlético Madrid 1                                               | Atlético Madrid 1                                               | Real Madrid 0                                                   |
| 1962–1963 | Real Madrid 4                                                   | Atlético Madrid 3                                               | Atlético Madrid 1                                               | Real Madrid 1                                                   |
| 1963–1964 | Real Madrid 5                                                   | Atlético Madrid 1                                               | Atlético Madrid 0                                               | Real Madrid 1                                                   |
| 1964–1965 | Real Madrid 0                                                   | Atlético Madrid 1                                               | Atlético Madrid 0                                               | Real Madrid 1                                                   |
| 1965–1966 | Real Madrid 3                                                   | Atlético Madrid 1                                               | Atlético Madrid 1                                               | Real Madrid 1                                                   |
| 1966–1967 | Real Madrid 2                                                   | Atlético Madrid 1                                               | Atlético Madrid 2                                               | Real Madrid 2                                                   |
| 1967–1968 | Real Madrid 0                                                   | Atlético Madrid 0                                               | Atlético Madrid 1                                               | Real Madrid 1                                                   |
| 1968–1969 | Real Madrid 0                                                   | Atlético Madrid 0                                               | Atlético Madrid 0                                               | Real Madrid 1                                                   |
| 1969–1970 | Real Madrid 1                                                   | Atlético Madrid 1                                               | Atlético Madrid 3                                               | Real Madrid 0                                                   |
| 1970–1971 | Real Madrid 1                                                   | Atlético Madrid 0                                               | Atlético Madrid 2                                               | Real Madrid 2                                                   |
| 1971–1972 | Real Madrid 1                                                   | Atlético Madrid 0                                               | Atlético Madrid 4                                               | Real Madrid 1                                                   |
| 1972–1973 | Real Madrid 0                                                   | Atlético Madrid 1                                               | Atlético Madrid 1                                               | Real Madrid 2                                                   |
| 1973–1974 | Real Madrid 2                                                   | Atlético Madrid 0                                               | Atlético Madrid 0                                               | Real Madrid 2                                                   |
| 1974–1975 | Real Madrid 1                                                   | Atlético Madrid 0                                               | Atlético Madrid 1                                               | Real Madrid 1                                                   |
| 1975–1976 | Real Madrid 1                                                   | Atlético Madrid 0                                               | Atlético Madrid 1                                               | Real Madrid 0                                                   |
| 1976–1977 | Real Madrid 1                                                   | Atlético Madrid 1                                               | Atlético Madrid 4                                               | Real Madrid 0                                                   |
| 1977–1978 | Real Madrid 4                                                   | Atlético Madrid 2                                               | Atlético Madrid 1                                               | Real Madrid 3                                                   |
| 1978–1979 | Real Madrid 1                                                   | Atlético Madrid 1                                               | Atlético Madrid 2                                               | Real Madrid 2                                                   |
| 1979–1980 | Real Madrid 4                                                   | Atlético Madrid 0                                               | Atlético Madrid 1                                               | Real Madrid 1                                                   |
| 1980–1981 | Real Madrid 2                                                   | Atlético Madrid 0                                               | Atlético Madrid 3                                               | Real Madrid 1                                                   |
| 1981–1982 | Real Madrid 2                                                   | Atlético Madrid 1                                               | Atlético Madrid 2                                               | Real Madrid 3                                                   |
| 1982–1983 | Real Madrid 3                                                   | Atlético Madrid 1                                               | Atlético Madrid 0                                               | Real Madrid 0                                                   |
| 1983–1984 | Real Madrid 5                                                   | Atlético Madrid 0                                               | Atlético Madrid 1                                               | Real Madrid 0                                                   |
| 1984–1985 | Real Madrid 0                                                   | Atlético Madrid 4                                               | Atlético Madrid 0                                               | Real Madrid 1                                                   |
| 1985–1986 | Real Madrid 2                                                   | Atlético Madrid 1                                               | Atlético Madrid 0                                               | Real Madrid 1                                                   |
| 1986–1987 | Real Madrid 4                                                   | Atlético Madrid 1                                               | Atlético Madrid 1                                               | Real Madrid 1                                                   |
| 1987–1988 | Real Madrid 0                                                   | Atlético Madrid 4                                               | Atlético Madrid 1                                               | Real Madrid 3                                                   |
| 1988–1989 | Real Madrid 2                                                   | Atlético Madrid 1                                               | Atlético Madrid 3                                               | Real Madrid 3                                                   |
| 1989–1990 | Real Madrid 3                                                   | Atlético Madrid 1                                               | Atlético Madrid 3                                               | Real Madrid 3                                                   |
| 1990–1991 | Real Madrid 0                                                   | Atlético Madrid 3                                               | Atlético Madrid 0                                               | Real Madrid 3                                                   |
| 1991–1992 | Real Madrid 3                                                   | Atlético Madrid 2                                               | Atlético Madrid 2                                               | Real Madrid 0                                                   |
| 1992–1993 | Real Madrid 1                                                   | Atlético Madrid 0                                               | Atlético Madrid 1                                               | Real Madrid 1                                                   |
| 1993–1994 | Real Madrid 1                                                   | Atlético Madrid 0                                               | Atlético Madrid 0                                               | Real Madrid 0                                                   |
| 1994–1995 | Real Madrid 4                                                   | Atlético Madrid 2                                               | Atlético Madrid 0                                               | Real Madrid 2                                                   |
| 1995–1996 | Real Madrid 1                                                   | Atlético Madrid 0                                               | Atlético Madrid 1                                               | Real Madrid 2                                                   |
| 1996–1997 | Real Madrid 3                                                   | Atlético Madrid 1                                               | Atlético Madrid 1                                               | Real Madrid 4                                                   |
| 1997–1998 | Real Madrid 1                                                   | Atlético Madrid 1                                               | Atlético Madrid 1                                               | Real Madrid 1                                                   |
| 1998–1999 | Real Madrid 4                                                   | Atlético Madrid 2                                               | Atlético Madrid 3                                               | Real Madrid 1                                                   |
| 1999–2000 | Real Madrid 1                                                   | Atlético Madrid 3                                               | Atlético Madrid 1                                               | Real Madrid 1                                                   |
| 2000–2001 | Nu s-au jucat meciuri deoarece Atlético era în Segunda División | Nu s-au jucat meciuri deoarece Atlético era în Segunda División | Nu s-au jucat meciuri deoarece Atlético era în Segunda División | Nu s-au jucat meciuri deoarece Atlético era în Segunda División |
| 2001–2002 | Nu s-au jucat meciuri deoarece Atlético era în Segunda División | Nu s-au jucat meciuri deoarece Atlético era în Segunda División | Nu s-au jucat meciuri deoarece Atlético era în Segunda División | Nu s-au jucat meciuri deoarece Atlético era în Segunda División |
| 2002–2003 | Real Madrid 2                                                   | Atlético Madrid 2                                               | Atlético Madrid 0                                               | Real Madrid 4                                                   |
| 2003–2004 | Real Madrid 2                                                   | Atlético Madrid 0                                               | Atlético Madrid 1                                               | Real Madrid 2                                                   |
| 2004–2005 | Real Madrid 0                                                   | Atlético Madrid 0                                               | Atlético Madrid 0                                               | Real Madrid 3                                                   |
| 2005–2006 | Real Madrid 2                                                   | Atlético Madrid 1                                               | Atlético Madrid 0                                               | Real Madrid 3                                                   |
| 2006–2007 | Real Madrid 1                                                   | Atlético Madrid 1                                               | Atlético Madrid 1                                               | Real Madrid 1                                                   |
| 2007–2008 | Real Madrid 2                                                   | Atlético Madrid 1                                               | Atlético Madrid 0                                               | Real Madrid 2                                                   |
| 2008–2009 | Real Madrid 1                                                   | Atlético Madrid 1                                               | Atlético Madrid 1                                               | Real Madrid 2                                                   |
| 2009–2010 | Real Madrid 3                                                   | Atlético Madrid 2                                               | Atlético Madrid 2                                               | Real Madrid 3                                                   |
| 2010–2011 | Real Madrid 2                                                   | Atlético Madrid 0                                               | Atlético Madrid 1                                               | Real Madrid 2                                                   |
| 2011–2012 | Real Madrid 4                                                   | Atlético Madrid 1                                               | Atlético Madrid 1                                               | Real Madrid 4                                                   |
| 2012–2013 | Real Madrid 2                                                   | Atlético Madrid 0                                               | Atlético Madrid 1                                               | Real Madrid 2                                                   |
| 2013–2014 | Real Madrid 0                                                   | Atlético Madrid 1                                               | Atlético Madrid                                                 | Real Madrid                                                     |

## Finalele cupei
În cupele naționale, cele două echipe s-au întâlnit în finală de 5 ori în Copa del Rey în 1960, 1961, 1992, 2013 (victorii Atlético) și 1975 (victorie Real Madrid).
În 1985, ele s-au întâlnit într-o finală de dublă-manșă în Copa de la Liga, fiecare câștigând meciul de acasă, dar Real Madrid a cștigat duelul prin scorul general.

## Competiții europene
Cluburile s-au mai înâlnit în semifinalele din Cupa Campionilor Europeni 1958-1959. Atlético s-a calificat la turneu ca vice-campioana La Liga; iar Real din postura de campioană și deținătorea Cupei Europene. Duelul s-a finisat cu scorul general de 2–2, iar Real Madrid a câștigat meciul decisiv de play off ținut în Zaragoza. Real a câștigat ulterior competiția. Totuși, dacă la acel timp s-ar fi aplicat regula golului din deplasare, Atlético ar fi trebuit să se califice.

## Statistici
| Competiția | M   | Victorii Real | E  | Victorii Atlético | Goluri RMA | Goluri ATM |
| --- | --- | ------------- | -- | ----------------- | ---------- | ---------- |
| La Liga | 153 | 85            | 32 | 36                | 273        | 202        |
| Copa del Rey | 38  | 15            | 13 | 10                | 50         | 41         |
| Campeonato Regional Centro (1)                                                                                           | 63  | 38            | 10 | 15                | 139        | 85         |
| Copa de la Liga | 4   | 1             | 1  | 2                 | 7          | 7          |
| Liga Campionilor UEFA | 3   | 2             | 0  | 1                 | 4          | 3          |
| Total | 261 | 141           | 56 | 64                | 473        | 338        |
| 1Se include Copa Federación Centro (și ulterior Copa Presidente de la Federación Castellana de Fútbol și Copa Castilla). |     |               |    |                   |            |            |

## Fotbaliști care au jucat la ambele echipe
- Luis Aragonés
- Rodrigo Fabri
- José García Calvo
- Juanito
- Ramón Grosso
- José Manuel Jurado
- Francisco Llorente
- Sebastián Losada
- José Antonio Reyes
- Hugo Sánchez
- Bernd Schuster
- Santiago Solari
- Juanfran